# المحاذبي (المضاربة والعارة)

تعديل مصدري - تعديل

المحاذبي هي إحدى قرى عزلة المضاربة بمديرية المضاربة والعارة التابعة لمحافظة لحج، بلغ تعداد سكانها 84 نسمة حسب تعداد اليمن لعام 2004.